# Sveriges ambassad i Phnom Penh
Sveriges ambassad i Phnom Penh är Sveriges diplomatiska beskickning i Kambodja som är belägen i landets huvudstad Phnom Penh. Beskickningen består av en ambassad, ett antal svenskar utsända av Utrikesdepartementet (UD) och lokalanställda. Ambassadör sedan 2019 är Björn Häggmark.

## Historia
Sverige har haft diplomatiska förbindelser med Kambodja sedan 1961. Man hade under lång tid varit representerat i Kambodja genom ambassaden i Bangkok och ett sektionskansli för utvecklingssamarbete i Phnom Penh. Sedan augusti 2010 har Sverige en ambassad i Kambodja.
I november 2020 meddelade UD att Kambodja åter skall vara en sidoackreditering för 
ambassadören i Thailand och att legationen i Phnom Penh avvecklas under 2021.

## Verksamhet
Det övergripande uppdraget som ambassaden har är att stödja genomförandet av utvecklingssamarbetet med Kambodja men även att stärka Sveriges närvaro och fördjupa och bredda relationerna mellan Sverige och Kambodja. Ambassadens verksamhet är fokuserad på utvecklingssamarbete, politik och handelsfrågor. Man har löpande kontakter med den kambodjanska regeringen, myndigheter, organisationer, samarbetspartners och andra givare inom biståndet. Ambassaden har även som uppgift att hjälpa svenska medborgare som är bosatta i eller på besök i Kambodja och kambodjanska medborgare som vill ha information om eller besöka Sverige.

## Beskickningschefer
| Namn                | Period    | Funktion   | Anmärkning                                  |
| ------------------- | --------- | ---------- | ------------------------------------------- |
| Tord Hagen          | 1961–1964 | Ambassadör | Sidoackrediterad från ambassaden i Bangkok. |
| Lennart Petri       | 1965–1969 | Ambassadör | Sidoackrediterad från ambassaden i Peking.  |
| Arne Björnberg      | 1969–1974 | Ambassadör | Sidoackrediterad från ambassaden i Peking.  |
| Kaj Björk           | 1975–1979 | Ambassadör | Sidoackrediterad från ambassaden i Peking.  |
| –                   | 1980–1992 | Ambassadör | Vakant                                      |
| Eva Heckscher       | 1992–1997 | Ambassadör | Sidoackrediterad från ambassaden i Bangkok. |
| Inga Eriksson Fogh  | 1997–1998 | Ambassadör | Sidoackrediterad från ambassaden i Bangkok. |
| Jan Axel Nordlander | 1999–2004 | Ambassadör | Sidoackrediterad från ambassaden i Bangkok. |
| Jonas Hafström      | 2004–2007 | Ambassadör | Sidoackrediterad från ambassaden i Bangkok. |
| Lennart Linnér      | 2007–2010 | Ambassadör | Sidoackrediterad från ambassaden i Bangkok. |
| Anne Höglund        | 2010–2013 | Ambassadör |                                             |
| Anna Maj Hultgård   | 2013–2016 | Ambassadör |                                             |
| Maria Sargren       | 2016–2019 | Ambassadör |                                             |
| Björn Häggmark      | 2019–     | Ambassadör |                                             |